# Jacqueline LaVine
Jacqueline LaVine   (Maywood, 4 d'octubre de 1929 - 21 d'octubre de 2022) és una nedadora estatunidenca, ja retirada, especialista en estil lliure, que va competir durant les dècades de 1940 i 1950.
El 1952 va prendre part en els Jocs Olímpics d'Estiu de Hèlsinki, on va guanyar la medalla de bronze en els 4x100 metres lliures del programa de natació. Va formar equip amb Marilee Stepan, Joan Alderson i Evelyn Kawamoto. El 1948 va viatjar Londres com a nedadora reserva després d'haver finalitzat en cinquena posició en els trials de classificació pels Jocs, però no participà en cap prova.
En el seu palmarès també destaquen una medalla d'or i una de plata als Jocs Panamericans de 1951 i cinc campionats de l'AAU.